# 헬프타의 제르트루다
헬프타의 성녀 제르트루다 또는 대(大)제르투르다(1256년 1월 6일 - 1302년 11월 16일)는 독일 가톨릭교회의 베네딕토회 수녀이자 신비가, 신학자, 성녀이다. 축일은 11월 16일이다. 젤뚜르다라고도 불린다.
제르트루다는 1256년 1월 6일 오늘날의 독일 지방인 신성 로마 제국 작센안할트주 아이슬레벤에서 태어났다. 그녀의 부모에 대해서는 알려진 바가 없으며, 따라서 고아였을 가능성이 있다. 5세 때에 제르트루다는 베네딕토회 소속 수녀원인 헬프타의 성 마리아 수녀원에 들어갔다. 세간에서는 이따금씩 제르트루다가 수녀원장이었던 것으로 오해하는 경우가 있는데, 그 이유는 종종 그녀를 묘사한 상본에서 수녀원장만이 지닐 수 있는 지팡이를 들고 있는 모습으로 잘못 그려지는 경우가 있기 때문이다. 일부 학자들은 제르트루다가 들어간 헬프타의 성 마리아 수녀원을 시토회 소속 수녀원으로 보고 있는데, 왜냐하면 할버슈타트의 시토회 출신 수녀 일곱 명이 와서 세운 것이기 때문이다. 하지만 이 수도원은 1229년도에 세워졌기 때문에 근거가 희박하다. 왜냐하면 1229년도에는 이미 시토회에서 수도원을 세우지 않기로 공식적으로 결의한 이후이기 때문이다. 수도원에서 공부에만 전념한 제르트루다는 문학과 철학 분야에 있어서 전문가가 되었다.
하지만 세속 학문과 지성에만 열중하면서 자연스럽게 영성 생활은 소원해졌는데, 그러던 중 1280년 극도의 고통에 시달리게 되었다. 그리고 이듬해에는 예수 그리스도의 발현을 체험하였다. 예수는 지성에 매몰된 그녀를 책망한 다음 위로해 줌으로써 그녀는 마침내 병이 나았으며, 이후 그녀는 완벽한 영성 생활을 열심히 추구하기 시작하면서 자신의 지성과 지식을 모두 성경 공부와 신학에 바쳤다.
특히 예수 발현 체험을 통해 심오한 내적 상태로 접어들게 된 제르트루다는 자기 자신을 그리스도의 신부로, 그리스도를 자신의 영적인 신랑으로 보고 가톨릭 성인 가운데 최초로 예수 성심에 대한 공경을 실천하였다. 그리고 시간 전례 중에 하느님의 모습을 신비적으로 보거나 삼위일체로부터 오는 입맞춤을 체험했고, 미사에 참례하던 도중에 종종 하느님의 현존을 느끼고 탈혼과 계시적 조명 그리고 사랑의 상처를 경험했다.
1288년 제르트루다는 합병증을 앓아 병상에 눕게 되었다. 오랜 투병 생활을 하던 그녀는 1302년 11월 16일에 선종하였다. 이때 그녀는 “아! 신랑께서 오신다.”라고 부르짖었다고 한다.
제르트루다는 비록 교회로부터 정식적인 시성식을 거치지는 않았지만, 성인으로 인정받아 공경을 받았으며, 1677년 교황 클레멘스 12세는 제르트루다의 기념일을 제정하고 모든 교회가 그녀의 기념일을 지내도록 지시하였다.
한편, 제르트루다는 연옥에 있는 영혼들에 대해 항상 연민과 동정심을 느꼈으며, 그들을 위한 기도를 촉구하였다. 그리하여 예수는 그녀에게 발현하여 매일 미사를 마친 후 자신이 가르쳐 준 기도를 바칠 때마다 1,000명의 연옥 영혼을 구해 주겠다고 약속하였다고 전해진다. 또한, 이 기도는 살아있는 죄인들에게도 해당되며 그들이 일생동안 지은 죄에 대한 벌을 경감시켜 주겠다고 약속했다고 전해진다.

영원하신 아버지! 연옥에 있는 모든 죄인들과 온 세상 교회에 있는 죄인들과 내 집안과 내 가정 안에 있는 죄인들을 위하여 오늘 온 세상에 드리는 모든 미사성제와 더불어 당신 성자 예수의 가장 값진 피를 당신께 봉헌하나이다. 아멘.